# Ла Плата (град)
Ла Плата (на испански: La Plata) е град в Източна Аржентина, административен център на провинция Буенос Айрес.
Основан е през 1882 г. Голям железопътен възел. Нефтопреработвателна, хранителна и металообработваща промишленост. Износ на зърнени храни, месо, вълна и кожи. Население 574 369 жители от преброяването през 2001 г.

## Личности
Родени в Ла Плата
- Леандро Куфре (р. 1978), аржентински футболист-национал
- Хуан Себастиан Верон (р. 1975), аржентински футболист
- Мартин Палермо (р. 1973), аржентински футболист

## Побратимени градове
- Беер Шева, Израел от 1989
- Луисвил, Кентъки, САЩ от 1994
- Монтевидео, Уругвай от 1994
- Сао Пауло, Бразилия
- Порто Алегре, Бразилия от 1982
- Сарагоса, Испания от 1990
- Болоня, Италия от 1988
- Сукре, Боливия
- Асунсион, Парагвай